# Dekanat Grodków
Dekanat Grodków – jeden z 36 dekanatów w rzymskokatolickiej diecezji opolskiej.
W skład dekanatu wchodzi 13 parafii:
- Parafia św. Michała Archanioła w Chróścinie Nyskiej,
- Parafia Matki Bożej Królowej Świata i św. Marcina w Gałązczycach,
- Parafia Matki Bożej Różańcowej w Gnojnej,
- Parafia św. Michała Archanioła w Grodkowie,
- Parafia Apostołów Szymona i Judy Tadeusza w Jędrzejowie,
- Parafia św. Jerzego w Kobieli,
- Parafia św. Wawrzyńca w Kolnicy,
- Parafia Podwyższenia Krzyża Świętego w Kopicach,
- Parafia św. Marcina Biskupa w Lipowej,
- Parafia św. Stanisława Biskupa w Przylesiu,
- Parafia Trójcy Świętej w Starym Grodkowie,
- Parafia św. Michała Archanioła w Wierzbniku,
- Parafia św. Jadwigi Śląskiej w Żelaznej.